# Мукуроб

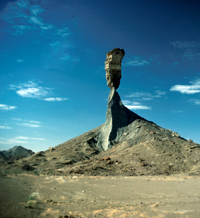
«Божий палець» до його падіння

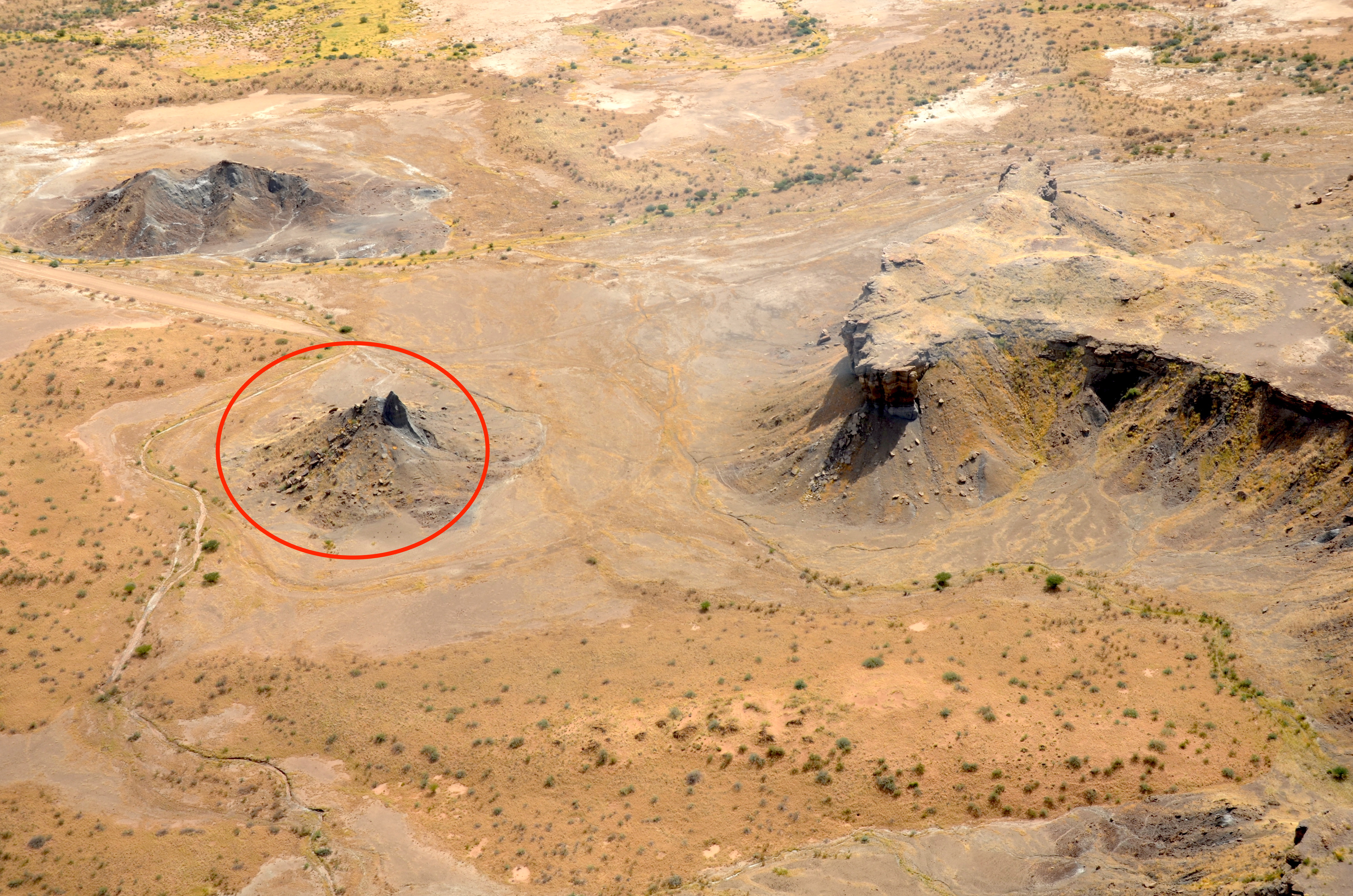
Вид на місце, де стояв Мукуроб

Мукуроб, також Мукароб (Божий палець) скелясте утворення утворене з пісковику поблизу Асаба в Намібії, в пустелі Наміб, яке розвалилося 7 грудня 1988 року. 
Скеля була висотою 12 метри та шириною до 4,5 метри, важила близько 450 тонн. Видовищною її робила основа, що була набагато меншою у діаметрі ніж верхівка — 3 метри завдовжки та 1,5 метри завширшки. Мукуроб колись був частиною плато Вейссранд. Ерозійні процеси, що тривали протягом 50 000 років поступово ізолювали конструкцію від решти плато . 
До падіння у 1988 році, Мукуроб був однією з найпопулярніших туристичних пам'яток Намібії, яка приваблювала відвідувачів з усього світу та спонукала до геологічних досліджень структури. 1 червня 1955 року Мукуробу присвоєно статус «Національний пам'ятник» у категорії «Геологія». І цей статус не було скасовано після руйнування. 
Досі невідомо, що насправді спричинило крах Мукуроба в ніч на 7 грудня 1988 року. Вважається, що сильні дощі, могли послабити пісковиковий стовп та сприяти руйнуванню. Інше дослідження показало, що відлуння землетрусу Спітак 1988 року у Вірменії спричинило руйнування Мукуроба. 